# بنجامين ويغنر
بنجامين ويغنر (بالألمانية: Benjamin Wegner)‏ (و. 1795 – 1864 م) هو صناعي، وتاجر من مملكة بروسيا، والنرويج، ولد في كونيغسبرغ، توفي عن عمر يناهز 69 عاماً.

## معرض صور

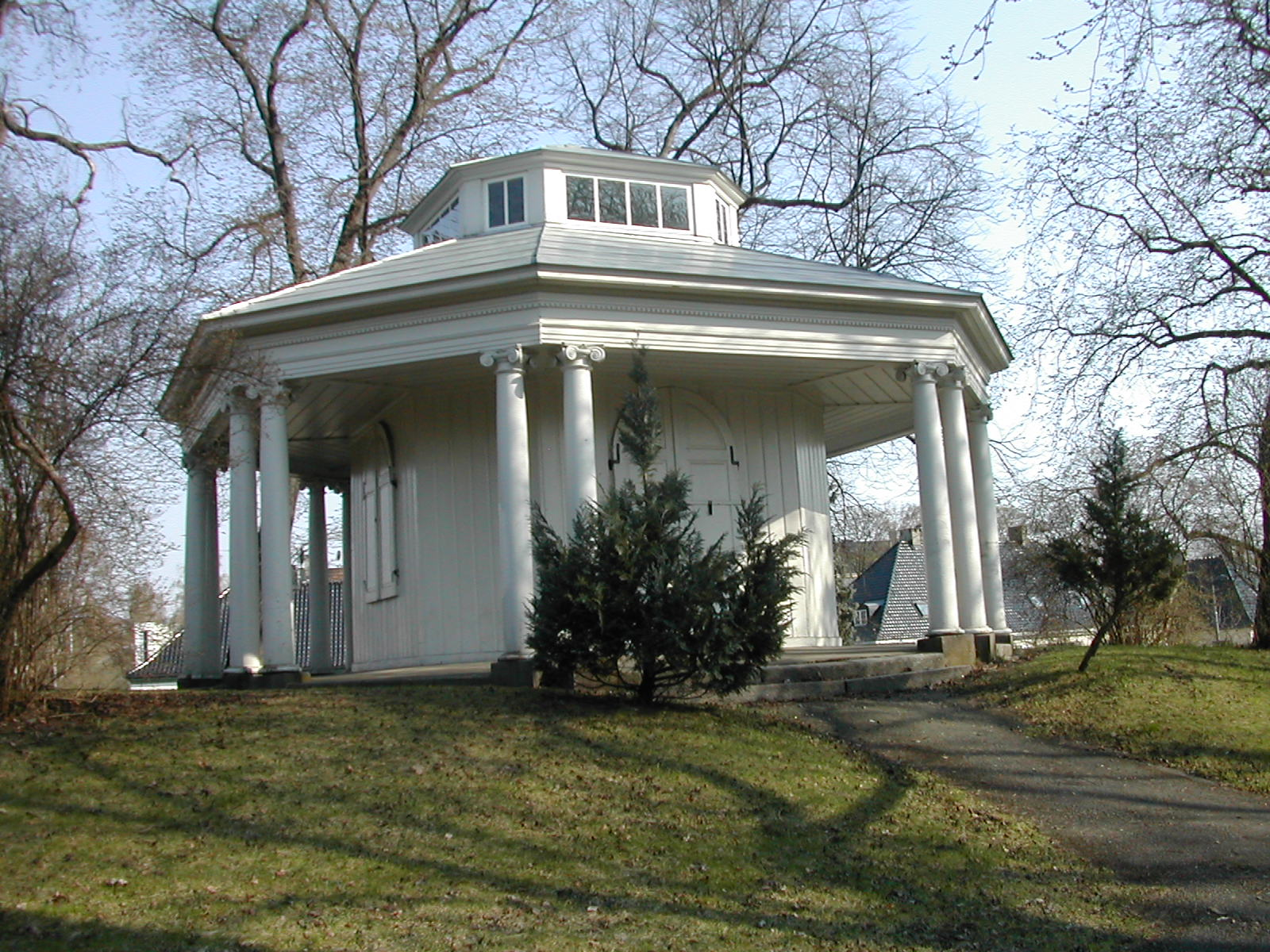
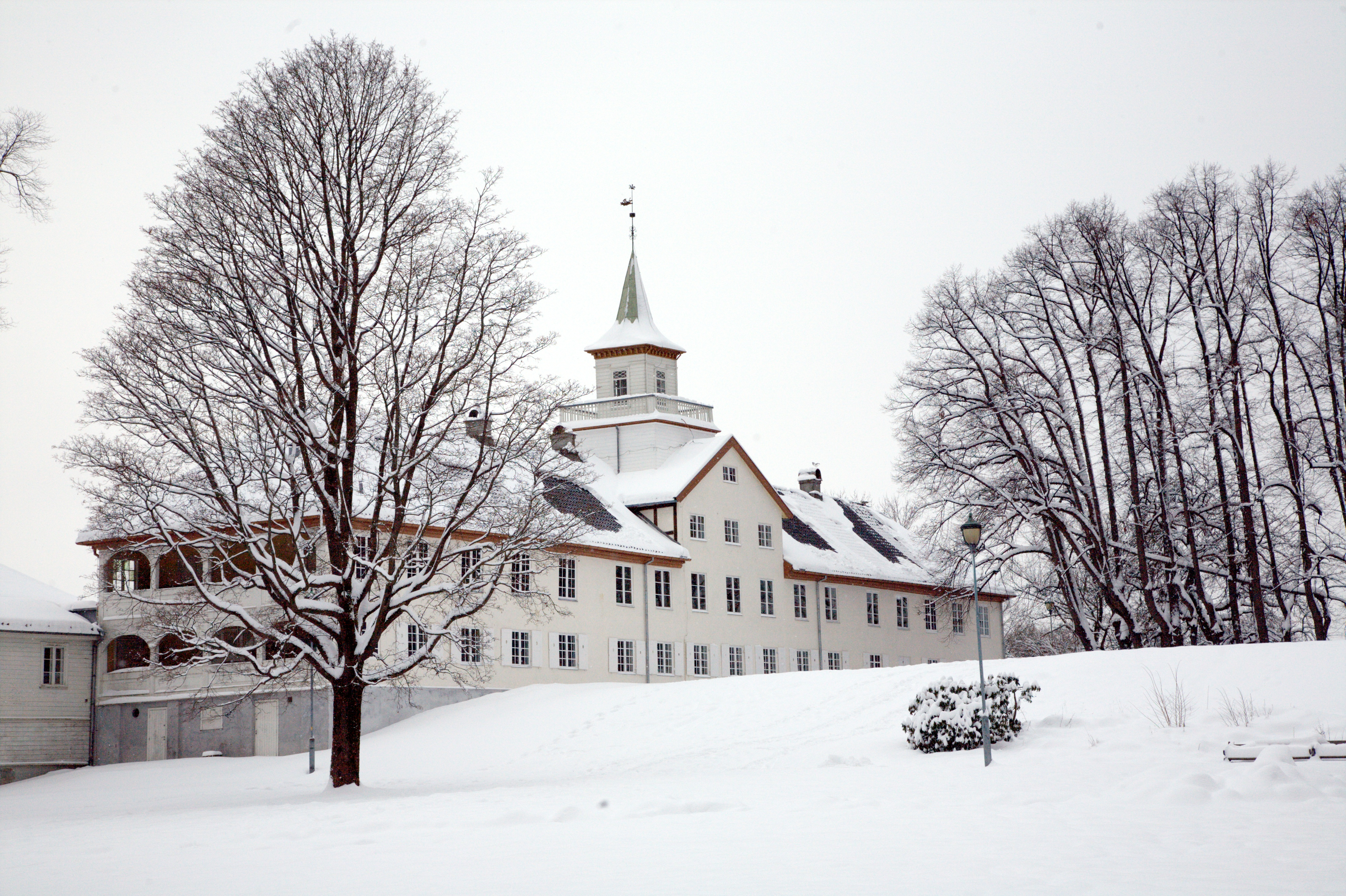
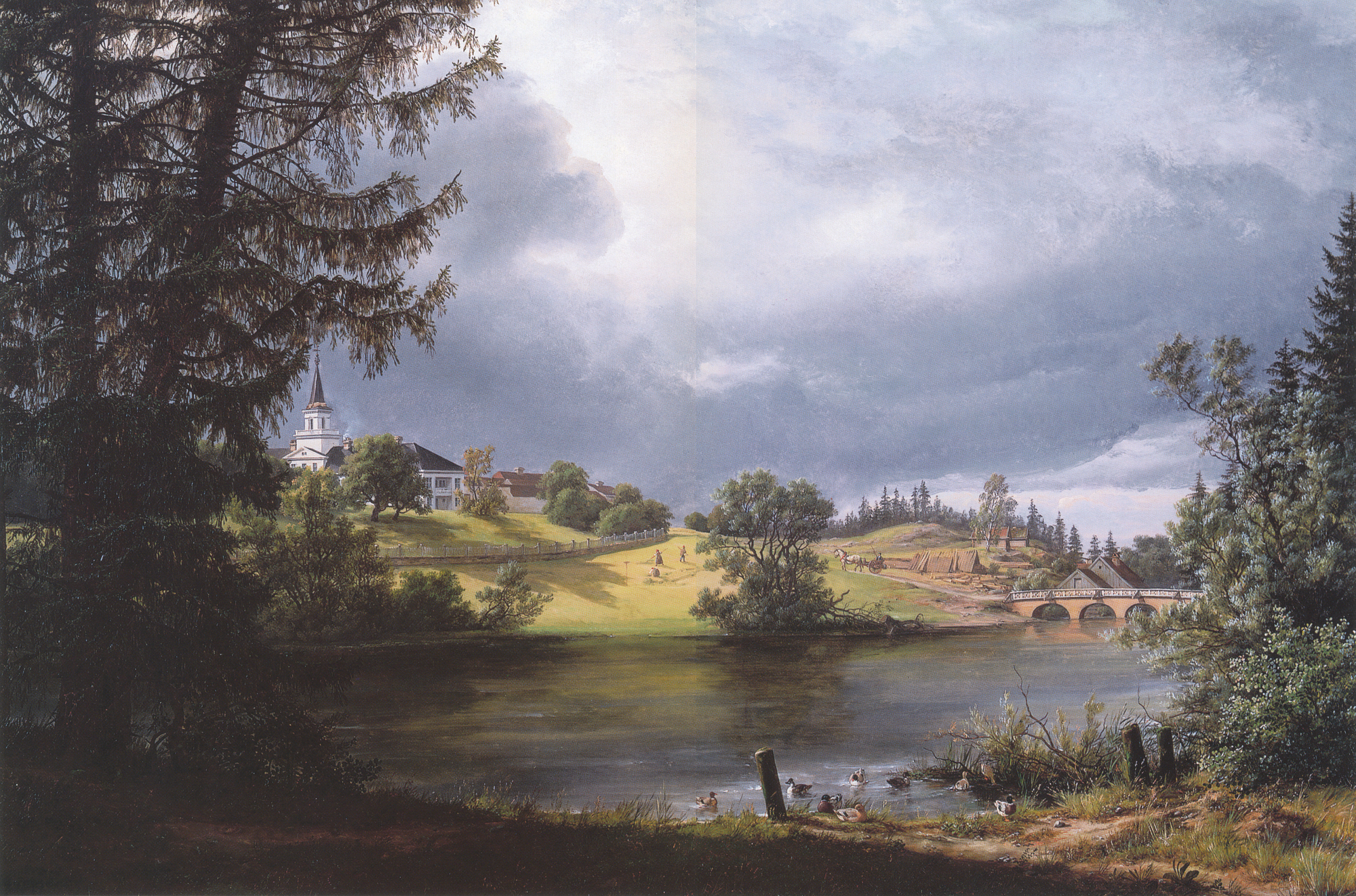

## مناصب
تولى منصب قنصل عام ‏.